# Utiskani
Utiskani is een plaats in de gemeente Ivanska in de Kroatische provincie Bjelovar-Bilogora. De plaats telt 203 inwoners (2001).